# Cimitero di Vila Formosa
Il cimitero di Vila Formosa (in portoghese cemitério da Vila Formosa) è un cimitero pubblico situato tra i quartieri Carrao e Vila Formosa nella città di San Paolo in Brasile.

## Posizione
Secondo le mappe aggiornate dei distretti di Vila Formosa e Carrao, il cimitero appartiene al territorio di quest'ultima provincia, ma a causa della costante urbanizzazione della regione che provoca la perdita della nozione fisica dei quartieri, la posizione precisa del cimitero è confusa.

## Storia
Fondato il 20 maggio 1949, il cimitero di Vila Formosa occupa una superficie di 763.175 m². Fin dalla sua nascita, ha ospitato oltre 1,5 milioni di sepolture.

## Caratteristiche
Diviso in due ali, all'interno di esse si tengono ogni mese una media di 275 sepolture. Con diciotto sale mortuarie, il cimitero possiede tre ingressi. Occupa la quarta più grande area verde comunale della città di São Paulo, superata solo dai parchi Anhanguera, Ibirapuera e Parco di Carmo e rappresenta quindi un'importante area verde ad est della città. Poiché vi sono molti alberi, il cimitero è frequentato ogni giorno, soprattutto da bambini e da coloro che fanno footing. È considerato il più grande cimitero dell'America Latina.